# Moehringia
Moehringia és un gènere de plantes de la família de les cariofil·làcies. Les espècies d'aquest gènere només es troben al nord de la zona temperada. El nom del gènere recorda a Paul Möhring.
L'espècie tipus és M. muscosa. Cap a 1992, hi havia 31 espècies reconegudes. El 2007, Fior i Karis transferiren quatre espècies de Moehringia a Arenaria, deixant Moehringia amb 27 espècies. M. fontqueri, M. intricata, M. tejedensis i M. glochidisperma van ser reanomenades A. funiculata, A. suffruticosa, A. tejedensis i A. glochidisperma, respectivament.

## Algunes espècies
- Moehringia muscosa
- Moehringia trinervia
- Moehringia lateriflora
- Moehringia macrophylla